# فريدريك مودين
فريدريك مودين (من مواليد 8 أكتوبر 1974) هو لاعب هوكي الجليد سويدي محترف سابق لعب جناح أيسر 14 موسمًا في دوري الهوكي الوطني وفاز بكأس ستانلي مع تامبا باي لايتنينغ في 2003-2004 الموسم.

## الجوائز
- الميدالية الذهبية في بطولة العالم لهوكي الجليد عام 1998.
- الميدالية البرونزية في بطولة العالم لهوكي الجليد عام 2001.
- الفائز بكأس ستانلي مع تامبا باي لايتنينغ عام 2004.
- بطولة كأس العالم للهوكي 2004.
- الميدالية الذهبية في دورة الالعاب الاولمبية الشتوية عام 2006.